# 加茂市
加茂市（日语：／ Kamo shi */?）為位于日本新潟縣中部的城市，有「越後小京都」之稱。當地於1954年3月10日施行市制。

## 地理
- 山：加茂山、粟岳
- 河川：加茂川、下條川、信濃川

## 交通

### 鐵道路線
- 東日本旅客鉄道（JR東日本）信越本線
  - 加茂站

### 道路

#### 一般國道
- 國道290號
- 國道403號

## 外部連結
- 加茂市（页面存档备份，存于）